# Józefowo (Baraki Chotumskie)
Józefowo – część wsi Baraki Chotumskie (do 14 lutego 2002 część wsi Rajmundowo) w Polsce, położona w województwie mazowieckim, w powiecie ciechanowskim, w gminie Ciechanów. Wchodzi w skład sołectwa Baraki Chotumskie.
W latach 1975–1998 Józefowo administracyjnie należało do województwa ciechanowskiego. 15 lutego 2002 Józefowo, będące ówcześnie częścią wsi Rajmundowo, stało się (jak to ostatnie) częścią wsi Baraki Chotumskie.